# Brij 35
 (mai 2012).
Si vous disposez d'ouvrages ou d'articles de référence ou si vous connaissez des sites web de qualité traitant du thème abordé ici, merci de compléter l'article en donnant les références utiles à sa vérifiabilité et en les liant à la section « Notes et références ».
Le Brij-35 ou polyoxyéthylèneglycol dodécyl éther est un détergent non ionique, communément utilisé dans les applications HPLC.
Il est également utilisé dans les préparations de tampons pour essais enzymatiques (compatible avec l'essai protéique BSA et absorbe les UV à 280 nm), il limite les liaisons non spécifiques dans les gels-filtrations et chromatographies d'affinité.
Sa texture très huileuse rend sa manipulation difficile ainsi que sa mise en solution, ce détergent est difficile à éliminer par dialyse, toutefois l'utilisation de l'Extracti-Gel D est pratique pour séparer le détergeant du gel.